# Sankt Margrethen
Sankt Margrethen é uma comuna da Suíça, no Cantão São Galo, com cerca de 5.324 habitantes. Estende-se por uma área de 6,85 km², de densidade populacional de 777 hab/km². Confina com as seguintes comunas: Au, Gaißau (AT-8), Höchst (AT-8), Lustenau (AT-8), Lutzenberg (AR), Rheineck, Walzenhausen (AR).
A língua oficial nesta comuna é o Alemão.